# Dilleniidae
Sous-classe
Classification APG III (2009)
Les Dilleniidae sont une sous-classe de plantes dicotylédones. D'après William J. Kersten (1979), 80 % des espèces hyper-accumulatrices de nickel appartiennent à cette sous-classe. En classification de Cronquist (1981) elle comprend 13 ordres :
- sous-classe Dilleniidae
  - ordre Batales
  - ordre Capparales
  - ordre Diapensiales
  - ordre Dilleniales
  - ordre Ebenales
  - ordre Ericales
  - ordre Lecythidales
  - ordre Malvales
  - ordre Nepenthales
  - ordre Primulales
  - ordre Salicales
  - ordre Theales
  - ordre Violales

En classification phylogénétique APG II (2003) et classification phylogénétique APG III (2009), cette sous-classe n'existe pas.

## Référence
- Kersten William J. 1979. Ecological and phytochemical studies on Nickel accumulating plants from the Pacific basin region. (M.Sc. thesis at Massey University)

1. ↑  (en) Angiosperm Phylogeny Group, « An update of the Angiosperm Phylogeny Group classification for the orders and families of flowering plants: APG II », Botanical Journal of the Linnean Society, Wiley-Blackwell, Linnean Society of London et OUP, vol. 141, no 4,‎ 28 mars 2003, p. 399–436 (ISSN 0024-4074 et 1095-8339, DOI 10.1046/J.1095-8339.2003.T01-1-00158.X).
2. ↑  (en) Angiosperm Phylogeny Group, « An update of the Angiosperm Phylogeny Group classification for the orders and families of flowering plants: APG III », Botanical Journal of the Linnean Society, Wiley-Blackwell, Linnean Society of London et OUP, vol. 161, no 2,‎ 8 octobre 2009, p. 105–121 (ISSN 0024-4074 et 1095-8339, DOI 10.1111/J.1095-8339.2009.00996.X).